# Maria Francesca de Savoia
Maria Francesca de Savoia (francès: Marie Françoise Élisabeth de Savoie)  (París, 21 de juny de 1646 - Lisboa, 27 de desembre de 1683), princesa de Nemours i reina consort de Portugal (1666-1667) i (1683)

## Biografia
Maria Francisca va néixer a París, fou la segona filla de Carles Amadeu de Savoia-Nemours, duc de Nemours, i la seva esposa Elisabet de Borbó-Vendôme. Elisabeth era néta d'Enric IV de França i de la seva amant Gabrielle d'Estrées. El seu únic germà supervivent va ser Maria Joana de Savoia. Abans de casar-se, va rebre el nom de Mademoiselle d'Aumale, un títol derivat del ducat d'Aumale que era propietat del seu pare.

## Núpcies i descendents
El 1581, Portugal i Espanya s'havien unit sota Felip II, però l'oposició interna va provocar la Guerra de Restauració Portuguesa de 1640 a 1668. A finals de 1665, els intents espanyols de reconquerir Portugal havien fracassat clarament, mentre que les seves finances s'havien col·lapsat, la Corona es va declarar en fallida no menys de nou vegades entre 1557 i 1666.
Això va permetre al ministre en cap portuguès, Castelo Melhor, centrar-se en assegurar la seva pròpia posició. Alfons VI de Portugal va succeir al seu pare l'any 1656, però estava físicament deteriorat i mentalment inestable, amb el govern controlat per la seva mare, Luisa de Guzmán. Guiat per Castelo Melhor, Alfons la va enviar a un convent el 1662, on va morir el febrer de 1666.
El govern portuguès es va dividir entre faccions pro-franceses i pro-anglès, liderades respectivament per Castelo Melhor i el germà petit d'Alfons, Pedro. El 1662, Carles II d'Anglaterra es va casar amb la germana d'Alfons, Caterina; Castelo Melhor i Lluís XIV van veure un matrimoni entre Maria Francisca i Alfonso com una manera de compensar-ho. Lluís va persuadir Carles d'acceptar-li proporcionant-li la part no pagada del dot de Caterina; Maria va arribar a Portugal el 2 d'agost de 1666 i el casament va tenir lloc el mateix dia a Lisboa.
A partir d'aleshores es va donar a conèixer com a Maria Francisca Isabel de Sabóia, encara que el matrimoni va resultar una decepció. Alfonso va abandonar les festes abans d'hora, deixant a la seva nova núvia al capdavant i, segons es diu, va mostrar una manca d'interès similar per consumar-les. Més important encara, Maria era una persona intel·ligent i decidida, que volia servir els interessos francesos però també governar; aviat va descobrir que Alfonso estava controlat per Castelo Melhor, que no tenia cap intenció de compartir el poder. Això la va portar a cooperar primer amb el seu cunyat Pedro, després suposadament començar una aventura amb ell.
Tot i que Castelo Melhor va considerar que el matrimoni i el Tractat de Lisboa de març de 1667 amb França confirmaven la seva posició, de fet la van soscavar. Tot i estar esgotat econòmicament, el tractat exigia que Portugal proporcionés suport militar contra Espanya, mentre que Maria va persuadir Lluís que Pedro era una millor manera d'afavorir els interessos francesos. Al setembre, Castelo Melhor es va veure obligat a exiliar-se i a finals de novembre, Pedro va destituir el seu germà, enviant-lo a Terceira a les Açores. Maria es va retirar a un convent i va demanar l'anul·lació del seu matrimoni per no consumació; això va ser aprovat pel seu parent, el cardenal francès Vendôme, i es va casar amb Pedro el setembre de 1668. D'aquest matrimoni nasqué l'infanta Isabel Lluïsa de Bragança (1668-1690).
Segon matrimoni
Mesos després de la seva nul·litat, Maria Francisca es va casar amb l'infant Pere, ara príncep regent de Portugal. El 1669 va donar a llum una filla, Isabel Luísa Josefa de Portugal, princesa de Beira. La dinastia Braganza estava a la vora de l'extinció i Pere necessitava hereus, però Maria Francisca no va poder donar-li més descendència. Quan Afonso va morir el 1683, Pere el va succeir com a Pere II de Portugal i Maria Francisca va tornar a ser reina. L'única filla de Maria Francisca, la infanta Isabel Luísa, va morir soltera als 21 anys. Pere es va tornar a casar amb Maria Sofia del Palatinat, que va tenir l'hereu tan necessari, el futur Joan V de Portugal. Va ser enterrada primer al Convent de les Francesinhas, després es va traslladar el 1912 al Panteó de la Casa de Braganza al Monestir de São Vicente de Fora.